# Дечаци источног блока
Дечаци источног блока је књига поезије Алексе Крстића, објављена у издању Градске библиотеке „Владислав Петковић Дис” из Чачка 2022. године. За збирку му је 2022. године додељена Награда „Млади Дис”, а 2023. Бранкова награда Друштва књижевника Војводине. У саопштењу је наведено да „са референцама на поп културу, кинематографију, ликовне уметности, фотографију, музику, литературу, лапидарни стих Крстићеве сведене синтаксе на граници сентенце ослобођен интерпункције у динамичном ритму строфичне организацијe, промишљено и артикулисано спаја корпоративни језик брендова и урбани жаргон, где се амблематика контракултуре испољава као битно место савременог искуства”.

## О аутору
Алекса Крстић је рођен 1996. године у Алексинцу. Дипломирао је Међународне односе на Америчком Универзитету у Бугарској, затим и мастер студије Људски ресурси и међународни менаџмент на Универзитету у Абердину. Похађао је радионицу креативног писања Звонка Карановића.

## О књизи
Соња Веселиновић истиче у поговору да велики квалитет збирке почива на атмосферичности, штимунгу као појму који далеко превазилази флоскулу и прераста у сасвим опипљиву одлику. Исидора Ђоловић у критици наводи да Kрстићев израз додатно усложњавају теме (не)традиционално схваћене маскулиности, осетљиве границе између задовољства и бола, позиције лирског субјекта као истовремено ловца и плена, мучитеља и жртве, прикривеног и транспарентног, мушког и женског.